# Mistrzostwa Oceanii w Lekkoatletyce 1990
1. Mistrzostwa Oceanii w Lekkoatletyce – zawody lekkoatletyczne, które odbyły się na Stadionie Narodowym w stolicy Fidżi Suvie między 11 a 14 lipca 1990 roku. W imprezie wystartowali zawodnicy z państw skupionych w Oceania Athletics Association oraz sportowcy z Nowej Kaledonii. 

## Rezultaty
| WR - rekord świata \| CR - rekord mistrzostw \| NR - rekord kraju \| AR - rekord kontynentu                    |
| SB - najlepszy wynik w sezonie \| WL - najlepszy tegoroczny wynik na listach światowych \| PB - rekord życiowy |
| NJR - rekord kraju w kategorii juniorów \| NUR – rekord kraju w kategorii młodzieżowców                        |

### Mężczyźni
| Konkurencja:                  | Złoto | Wynik    | Srebro                                                                        | Wynik    | Brąz                                                                              | Wynik    |
| Bieg na 100 m                 | Joseph Onika | 10,75    | Subul Babo                                                                    | 10,83    | Jone Delai                                                                        | 10,92    |
| Bieg na 200 m                 | Subul Babo | 21,60    | Joseph Onika                                                                  | 21,87    | Peauope Suli                                                                      | 22,04    |
| Bieg na 400 m                 | Alex Soqosoqo | 48,31    | Braeman Yee                                                                   | 48,45    | Phillip Harrison                                                                  | 49,36    |
| Bieg na 800 m                 | Derek Renz | 1:52,33  | Lui Muavesi                                                                   | 1:54,03  | David Savidan                                                                     | 1:54,21  |
| Bieg na 1500 m                | Derek Renz | 3:58,58  | Jamie Strudley                                                                | 3:59,61  | Wally Plath                                                                       | 4:01,88  |
| Bieg na 5000 m                | Duane Humphreys | 15:09,87 | Paul Ashford                                                                  | 15:18,87 | Davendra Singh                                                                    | 15:19,53 |
| Bieg na 10 000 m              | Adrian Wellington | 32:08,46 | Paul Ashford                                                                  | 32:42,16 | Aaron Dupnai                                                                      | 32:52,62 |
| Maraton                       | Grant McEwen | 2:30:30  | Adrian Wellington                                                             | 2:31:03  | Mervyn Shields                                                                    | 2:36:24  |
| Bieg na 110 m przez płotki    | Robert McNeill | 15,39    | Jonathon Schmidt                                                              | 15,51    | Homelo Vi                                                                         | 15,80    |
| Bieg na 400 m przez płotki    | Jonathon Schmidt | 52,83    | Paea Kokohu                                                                   | 54,30    | Joe Rodan                                                                         | 54,33    |
| Bieg na 3000 m z przeszkodami | Duane Humphreys | 9:12,83  | Davendra Singh                                                                | 9:21,09  | Wayne Hellmuth                                                                    | 9:29,97  |
| Sztafeta 4 × 100 m            | Fidżi · Joseph Rodan · Jone Delai · Jone Marayawa · Rick Nalatu · Tonga · Tolutaʻu Koula · Mateaki Mafi · Peauope Suli · Homelo Vi | 41,97    | –                                                                             | –        | Papua-Nowa Gwinea · Subul Babo · Ezekiel Wartovo · Fosa Torea · Ferdinand Nongkas | 42,40    |
| Sztafeta 4 × 400 m            | Fidżi · Braeman Yee · Calvin Yee · Lui Muavesi · Alex Soqosoqo                                                                     | 3:15,29  | Papua-Nowa Gwinea · Subul Babo · Fosa Tore · Ngazila Kasi · Ferdinand Nongkas | 3:17,80  | Tonga · Paeaki Kokohu · Mateaki Mafi · Sekona Vi · Paea Finau                     | 3:20,05  |
| Chód na 20 km                 | Paul McElwee | 1:39:46  | Dean Nipperess                                                                | 1:54:15  | Caleb Maybir                                                                      | 1:54:34  |
| Skok wzwyż                    | Ray Featherson | 2,06     | Joseph Ellul                                                                  | 1,94     | Jale Waivure                                                                      | 1,94     |
| Skok o tyczce                 | Marcus Pointon | 4,40     | Aloha Finau Homelo Vi                                                         | 4,20     | –                                                                                 | –        |
| Skok w dal                    | Simon Raynes | 7,21     | Gabrieli Qoro                                                                 | 7,13     | Aaron Langdon                                                                     | 7,02     |
| Trójskok                      | Simon Raynes | 14,66    | Scott Newman                                                                  | 14,44    | Shane Stewart                                                                     | 14,21    |
| Pchnięcie kulą                | Douglas Mace | 15,60    | Cameron McLaughlan                                                            | 14,89    | Kevin Galea                                                                       | 14,86    |
| Rzut dyskiem                  | Ian Boller | 47,80    | Christopher Mene                                                              | 46,96    | Nathan Tait                                                                       | 44,04    |
| Rzut młotem                   | Douglas Mace | 57,50    | Patrick Hellier                                                               | 50,04    | Vainga Tonga                                                                      | 28,74    |
| Rzut oszczepem                | James Goulding | 71,54    | Jioji Nadavo                                                                  | 63,14    | Ian Swarbrick                                                                     | 62,12    |

### Kobiety
| Konkurencja:               | Złoto                                                                            | Wynik    | Srebro                                                                         | Wynik    | Brąz                                                                      | Wynik    |
| Bieg na 100 m              | Bindee Goonchew                                                                  | 12,17    | Heather Shanks                                                                 | 12,27    | Vaciseva Tavaga                                                           | 12,37    |
| Bieg na 200 m              | Bindee Goonchew                                                                  | 25,30    | Chantel Brunner                                                                | 25,37    | Heather Shanks                                                            | 25,40    |
| Bieg na 400 m              | Kristen Downie                                                                   | 56,11    | Melindy Smith                                                                  | 56,35    | Joanne Todd                                                               | 57,83    |
| Bieg na 800 m              | Helen Hawley                                                                     | 2:09,35  | Sally Lee                                                                      | 2:12,31  | Manuela Primavera                                                         | 2:16,59  |
| Bieg na 1500 m             | Helen Hawley                                                                     | 4:33,17  | Wendy Cottrell                                                                 | 4:37,38  | Manuela Primavera                                                         | 4:38,64  |
| Bieg na 3000 m             | Wendy Cottrell                                                                   | 10:01,72 | Manuela Primavera                                                              | 10:18,74 | Jen Allred                                                                | 10:20,88 |
| Bieg na 20 km              | Lee-Ann McPhillips                                                               | 1:22:22  | Jen Allred                                                                     | 1:27:10  | Carol Porter                                                              | 1:31:12  |
| Bieg na 100 m przez płotki | Katie Ackerman                                                                   | 14,67    | Sarah Lynn                                                                     | 15,26    | Lillyanne Beining                                                         | 15,49    |
| Bieg na 400 m przez płotki | Lily Tua                                                                         | 1:04,31  | Megan Minehane                                                                 | 1:04,87  | Janiene Ashbridge                                                         | 1:07,45  |
| Sztafeta 4 × 100 m         | Nowa Zelandia · Chantal Brunner · Shelley Stoddart · Heather Shanks · Sarah Lynn | 47,92    | Australia · Bindee Goonchew · Katie Ackerman · Susan Wood · Joanne Matheson    | 48,56    | Fidżi · Vaciseva Tavaga · Peggy Magnus · Rachel Rogers · Litea Tawai Bari | 48,59    |
| Sztafeta 4 × 400 m         | Australia · Megan Minehane · Melindy Smith · Sally Lee · Nikki Dawson            | 3:55,73  | Nowa Zelandia · Heather Shanks · Kirsten Downie · Joanne Todd · Andrea Lambert | 3:57,83  | Fidżi · Sevitema Vuki · Sereana Rayasi · Rosi Tamani · Vaciseva Tavaga    | 4:03,73  |
| Skok wzwyż                 | Carmel Corbett                                                                   | 1,77     | Shelley Stoddart                                                               | 1,77     | Katie Ackerman                                                            | 1,68     |
| Skok w dal                 | Katie Ackerman                                                                   | 6,01     | Chantel Brunner                                                                | 5,85     | Shelley Stoddart                                                          | 5,46     |
| Trójskok                   | Carrie McGahie                                                                   | 11,18    | Cassie Burton                                                                  | 10,78    | –                                                                         | –        |
| Pchnięcie kulą             | Tania Lutton                                                                     | 13,52    | Iammo Launa                                                                    | 12,87    | Elizabeth Binns                                                           | 12,33    |
| Rzut dyskiem               | Jeanette Park                                                                    | 47,02    | Tania Lutton                                                                   | 38,20    | Mereoni Vibosa                                                            | 38,08    |
| Rzut oszczepem             | Mereoni Vibosa                                                                   | 48,70    | Iammo Launa                                                                    | 48,02    | Shane Edgerton                                                            | 44,28    |

## Tabela medalowa
| Poz. | Państwo           |    |    |    | Razem |
| ---- | ----------------- | -- | -- | -- | ----- |
| 1.   | Nowa Zelandia     | 23 | 13 | 10 | 46    |
| 2.   | Australia         | 7  | 11 | 10 | 28    |
| 3.   | Fidżi             | 5  | 5  | 9  | 19    |
| 4.   | Papua-Nowa Gwinea | 2  | 4  | 3  | 9     |
| 5.   | Tonga             | 1  | 3  | 3  | 7     |
| 6.   | Wyspy Salomona    | 1  | 1  | 0  | 2     |
| 7.   | Guam              | 0  | 1  | 1  | 2     |
| 8.   | Wyspy Cooka       | 0  | 0  | 1  | 1     |
|      | Suma              | 39 | 38 | 37 | 114   |